# Rupert Flicker
Rupert Flicker (* 8. März 1942 in Rabenwald) ist ein österreichischer Kfz-Mechaniker-Meister und Politiker.

## Leben
Rupert Flicker machte an der Landesberufsschule Eibiswald den Abschluss zum Kfz-Mechaniker und arbeitete danach im Technischen Dienst der Post, 1978 machte er die Meisterprüfung. Ab 1990 war er Personalchef des Postautodienstes in der Steiermark, 1994 wurde er Zentralinspektor der Verkehrsabteilung und Administration.

## Politik
Flicker engagierte sich früh für die SPÖ in den sechs Gemeinden im Pöllautal und wurde in weiterer Folge stellvertretender Bezirksobmann im Bezirk Hartberg.
Am 9. Juli 1986 rückte Flicker gegen Ende der X. Gesetzgebungsperiode dem verstorbenen Abgeordneten Günther Horvatek in den Steirischen Landtag nach, damit nur für Monate bis zum 18. Oktober 1986.
Von 1995 bis 2008 war er Bürgermeister der Marktgemeinde Pöllau.

## Auszeichnungen
- 2009: Ehrenbürgerschaft der Marktgemeinde Pöllau[1]
- 2014 Großes Ehrenzeichen des Landes Steiermark[2]